# Eupithecia privata
Eupithecia privata là một loài bướm đêm trong họ Geometridae.